# خوزه کولومر
خوزه کولومر (اسپانیایی: José Colomer‎; ۱۰ ژوئن ۱۹۳۵ – ۲۴ ژانویهٔ ۲۰۱۳) بازیکن هاکی روی چمن اهل اسپانیا بود.